# Bozsek Márk
Bozsek Márk (Hódmezővásárhely, 1988. május 30. –) magyar színész, zenész, a Close2U együttes tagja.

## Élete
Születése után nem sokkal a család Portugáliába költözött, ahol hét éven át laktak. Márk teljesen megtanulta a portugál és az angol nyelvet. Hazaköltözve családjával Kecskemétre költözött. Kecskeméten érettségizett 2008-ban. Érettségi után a Budapesti Kommunikációs és Üzleti Főiskolára járt.

## Karrierje
Már gyermekkora óta érdeklődött a zene iránt. Komolyabban 14 évesen kezdett el zenélni. Barátjával zenekart alapított, aminek Kecskeméten hatalmas sikere volt. Hírnévre a Barátok közt című sorozatban nyújtott alakításával tett szert. 2009-től 2014-ig ő alakította a sorozatban Fekete Szabolcsot. A Barátok közt számos jelenetében megmutatta gitár- és énektudását. 2013-ban jelentkezett az X-Faktor című tehetségkutató negyedik évadába. Bejutott a legjobb 12 közé, akik az élő adásban bizonyíthattak. Azonban az 5. héten visszalépett. Döntését azzal indokolta, hogy nem érezte jónak a teljesítményét; valamint hogy a Barátok köztben és a tehetségkutatóban való szereplés sok volt számára. A magyarországi X-Faktor történetében ő volt az első, aki visszalépett a versenyből.

## Filmográfia

### Sorozatai
- Barátok közt 2009-2014, 2015

### Tehetségkutatói
- X-Faktor (Kilépett)